# خيميات
الخيميات (الاسم العلمي: Apiales) هي رتبة من النباتات تتبع الطبقة النجمياوايات من طائفة ثنائيات الفلقة. من أشهر فصائلها الخيمية التي تضم نباتات مثل البقدونس والجزر والكمون واليانسون والكرفس والفشغية التي تضم الجينسنغ والعشقة.

## التصنيف
- الخيمياويات
  - الخيمية
    - الخيمياوات
      - الخيمياوية
        - البقدونس
        - الخلة
        - الشمرة
        - الكروياء
        - الأنيسون
        - كرفس الماء
        - القرثمن

      - الأندراسيوناوية
        - الأندراسيون
        - الجاوشير

      - السرفيلاوية
        - السرفيل
        - السقندس
        - السرفل
        - المرس
        - السرفيل المروح
        - السرفيل المنفوخ
        - السرفيل المخطط
        - الكراسنوفية

      - السمورنيوناوية
        - السمورنيون
        - الأراكاشة
        - الطاوشية

      - الطرديلناوية
        - الطرديلن
        - الهرقلية

      - القوقالياوية
        - القوقال
        - الكمون
        - الجزر
        - الجزر النجمي
        - الأورلايا
        - القميلة

      - الكزبراوية
        - الكزبرة

  - الأرالية
    - الأرالية
      - الأرالياوية
      - الشفلرياوية
      - العشقة